# 성화중학교 (대구)
성화중학교(聖和中學校)는 대한민국 대구광역시 북구 복현동에 있는 사립 중학교이다.

## 학교 연혁
- 1975년 5월 31일 : 학교법인 성화교육재단 설립인가 받음 (설립자 도영춘)
- 1975년 11월 14일 : 성화여자중학교 설립 본인가 받음 (각 학년 8학급)
- 1976년 1월 20일 : 초대 교장 도영태 선생 취임
- 1976년 2월 5일 : 학칙 변경 인가 받음 (각 학년 10학급씩 30학급)
- 1976년 3월 6일 : 개교 및 제1회 입학식 거행 (10학급 679명)
- 1979년 1월 6일 : 제1회 졸업식 거행 (졸업생 681명)
- 1995년 11월 2일 : 서봉관(강당) 완공
- 2001년 3월 1일 : 제2대 성화교육재단 이사장 도일권 선생 취임
- 2002년 3월 1일 : 성화중학교로 교명 변경(남․여 공학 실시)
- 2020년 9월 1일 : 제8대 교장 남정기 선생 취임
- 2022년 2월 9일 : 제44회 졸업식 거행(졸업생 250명, 졸업생 총 인원 22,743명)
- 2022년 3월 2일 : 제47회 입학식 거행(신입생 208명)

## 참고 자료
- 성화중학교 - 한국교육학술정보원 학교알리미